# Nicholas Georgescu-Roegen
Nicholas Georgescu-Roegen (* 4. Februar 1906 in Constanța; † 30. Oktober 1994 in Nashville, Tennessee, Vereinigte Staaten) war ein rumänischer Mathematiker und Wirtschaftswissenschaftler. Er war einer der Gründer der Ökologischen Ökonomie.

## Leben
Er studierte Mathematik in Bukarest und später als Stipendiat an der Sorbonne in Paris, wo er sich der Ökonomie zuwandte. 1930 promovierte er über latente zyklische Bestandteile von Zeitreihen. Mit einem weiteren Stipendium setzte er sein Studium am University College in London bei Karl Pearson fort. 1932 kehrte er nach Rumänien zurück und übernahm an der Universität Bukarest bis 1942 eine Professur für Statistik, unterbrochen von Forschungsarbeit an der Harvard University (1934–1936) mit Förderung durch Joseph Schumpeter. 1944 wurde er Generalsekretär der rumänischen Waffenstillstandskommission, floh allerdings nach der Machtergreifung der Kommunisten in seinem Land zusammen mit seiner Ehefrau in die USA. Von 1950 bis zu seiner Pensionierung 1976 lehrte er an der Vanderbilt University, vorübergehend auch an dem Hochschulinstitut für internationale Studien und Entwicklung (IUED) in Genf (1974) und an der Universität Straßburg (1977/78). 1973 wurde er zum Mitglied der American Academy of Arts and Sciences gewählt.

## Thermodynamik und Wirtschaftswissenschaften
Georgescu-Roegen gilt als der Vater der bioökonomischen Theorie und wandte als erster Ökonom den zweiten Hauptsatz der Thermodynamik und damit auch den Begriff der Entropie in den Wirtschaftswissenschaften an. Er verwies dazu auf Grundlagen aus der Biophysik bei Alfred Lotka und darauf, dass schon 1902 von der naturwissenschaftlichen Seite aus der Chemiker und Nobelpreisträger Wilhelm Ostwald eine Beziehung zwischen der Thermodynamik und Kulturwissenschaften festgestellte hatte (in Vorlesungen über die Naturphilosophie; siehe auch Energetische Grundlagen der Kulturwissenschaft, 1909).
In seinem 1971 veröffentlichten Buch The Entropy Law and the Economic Process zieht er Parallelen zwischen biologischen und wirtschaftlichen Prozessen, die beide offene Systeme darstellen und das zweite Gesetz der Thermodynamik erfüllen müssen. Demnach kann Energie nach erfolgten Umwandlungsprozessen niemals in ihren ursprünglichen Zustand zurückgeführt werden. Georgescu-Roegen kritisiert die neoliberalen Ökonomen dafür, dass sie den Umstand ignorieren, dass eine immerzu steigende Ressourcennutzung zu einer Erschöpfung der Erdkapazitäten führen wird. In den Folgejahren seiner Buchveröffentlichung war Georgescu-Roegen ein gerngesehener Gast in Ländern wie Frankreich, Italien und Spanien, wo er weitere Anhänger seiner Ideen fand. Der von ihm geprägte Begriff „declining state“ wurde ins Französische als „décroissance“ übersetzt. Mit La décroissance (1979) wurde er zum Vordenker der gleichnamigen wachstumskritischen Bewegung, die seine Ideen der Wachstumskritik weiterentwickelte. Im englischsprachigen Raum erregten Georgescu-Roegens Arbeiten hingegen weniger Interesse.
Einen weiteren Beitrag für die Wirtschaftswissenschaften leistete Georgescu-Roegen, indem er ökonomische Produktionsprozesse in seinem Flow-Fund-Modell durch den Input von natürlichen Ressourcen und den Output von Abfall erweiterte, was in der Folge auch von der neoklassischen Umweltökonomie übernommen wurde. Georgescu-Roegen entwickelte mit seiner Arbeit die Grundlage für neue Forschungsdisziplinen wie die Ökologische Ökonomie und die Bioökonomie.

„Wenn wir über Details hinwegsehen, können wir sagen, dass jedes heute geborene Baby ein menschliches Leben weniger in der Zukunft bedeutet. Aber auch jeder Cadillac, der irgendwann einmal produziert wird, bedeutet weniger Leben in der Zukunft.“

## Veröffentlichungen
- The Entropy Law and the Economic Process in Retrospect. Institut für Ökologische Wirtschaftsforschung, Berlin 1987, ISBN 3-926930-01-2, (pdf).
- Analytical Economics. Issues and Problems. Harvard University Press, Cambridge MA 1966.
- The Entropy Law and the Economic Process. Harvard University Press, Cambridge MA 1971, ISBN 0-674-25780-4.
- Energy and Economic Myths. Institutional and Analytical Economic Essays. Pergamon Press, New York NY u. a. 1976, ISBN 0-08-021027-9 (Auszug).
- The Entropy Law and the Economic Process in Retrospect. In: Eastern Economic Journal. Vol. 12, No. 1, Januar–März 1986, ISSN 0094-5056, S. 3–25 (PDF; 2,21 MB).
- Thermodynamics and We, the Humans. Entropy and Bioeconomics, Proceedings of the E.A.B.S., Rome 1991. Aus dem Amerikanischen übertragen von Richard Kiridus-Göller: Thermodynamik und wir, die Menschheit. In: Evolution – Ware – Ökonomie. Bioökonomische Grundlagen zur Warenlehre. oekom, München 2012, S. 45–70. ISBN 978-3-86581-317-6.
- Demain la décroissance. Favre, Paris u. a. 1979, Présentation et traduction de MM. Jacques Grinevald et Ivo Rens ISBN 2-8289-0034-X (Neuausgabe: La décroissance. Entropie – Écologie – Économie. Nouvelle édition. Éditions Sang de la terre, Paris 1995, ISBN 2-86985-077-8, PDF; 1,014 MB).